# Stabat Mater

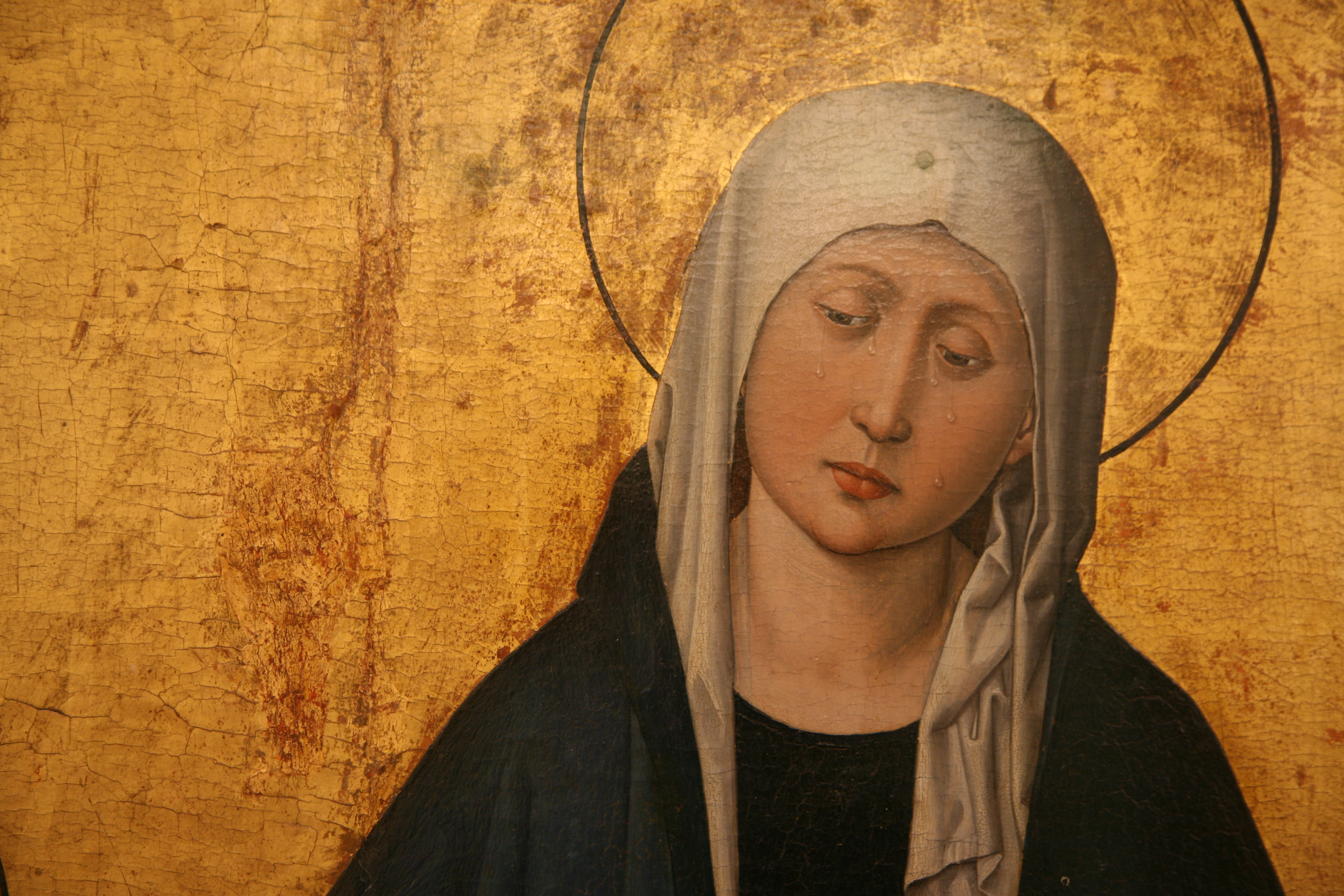
Onze-Lieve-Vrouw van Smarten op het Stauffenberg altaarstuk, Elzas ca. 1455

Het Stabat Mater is een van de beroemdste middeleeuws-Latijnse gedichten op de Moeder Gods in haar smart om de gekruisigde Christus. Het is genoemd naar de beginwoorden van het gedicht, Stabat mater dolorosa (Nederlands: 'De moeder stond bedroefd').

## Geschiedenis
De auteur van het Stabat Mater was waarschijnlijk een franciscaan uit Frankrijk of Italië. Genoemd zijn  Johannes Fidenza (1221-1274), de latere kardinaal-aartsbisschop Bonaventura, en John Peckham, een Engelse student van Bonaventura, die twintig jaar in Parijs woonde. Rond de jaren 90 van de 20e eeuw werd het gedicht toegeschreven aan Jacopone da Todi (gest. 1306). In de 15e eeuw kreeg het Stabat Mater de rol van hymne in de katholieke liturgie. Het werd dan gezongen op 15 september, de dag waarop het "Feest van de Zeven Smarten van Maria" werd gevierd. Het Concilie van Trente (1543-1563) besloot echter het Stabat Mater weer uit de liturgie te verwijderen, omdat het te profaan zou zijn (meerstemmige muziek en gebruik van niet-Bijbelse teksten in de liturgie). Het gedicht behoort sinds 1727 op gezag van paus Benedictus XIII weer officieel tot de katholieke misgezangen van het feest van Onze-Lieve-Vrouw van Smarten. Daarnaast werd het sindsdien ook gebruikt als onderdeel van de "Veertien statiën van de Kruisgang" tijdens de Goede week. Er zijn verschillende Gregoriaanse melodieën bekend, van zowel voor als na de invoering van het Stabat Mater als sequentia bij het feest van de Zeven Smarten van Maria.

## Muziek
Het Stabat Mater is veelvuldig op muziek gezet o.a. door Luigi Boccherini, Emanuele d'Astorga, Marc-Antoine Charpentier, Peter Cornelius, Alphons Diepenbrock, Antonín Dvořák, Henryk Górecki, Louis Théodore Gouvy, Joseph Haydn, Karl Jenkins, Albert de Klerk, Zoltán Kodály, James MacMillan, Frank Martin, Orlando di Lasso, Franz Liszt, Sarah Neutkens, Giovanni Pierluigi da Palestrina, Krzysztof Penderecki, Giovanni Pergolesi, Francis Poulenc, Josquin des Prez, Joseph Rheinberger, Wolfgang Rihm, Gioacchino Rossini, Alessandro Scarlatti, Domenico Scarlatti, Franz Schubert, Piet Swerts,, Karol Szymanowski, Giuseppe Tartini, Giuseppe Verdi Antonio Vivaldi, en Arvo Pärt.
Op de van oorsprong Nederlandse Ultimate Stabat Mater Website worden meer dan 300 componisten vermeld die het Stabat Mater op muziek hebben gezet.

## Tekst
1.

Stabat mater dolorosa
iuxta crucem lacrimosa,
Dum pendebat filius.
Cuius animam gementem
Contristatam et dolentem
Pertransivit gladius.
2.

O quam tristis et afflicta
Fuit illa benedicta
Mater unigeniti
Quae maerebat et dolebat.
Et tremebat, cum videbat
Nati poenas incliti.
3.

Quis est homo qui non fleret,
Matrem Christi si videret
In tanto supplicio?
Quis non posset contristari,
Piam matrem contemplari
Dolentem cum filio?
4.

Pro peccatis suae gentis
Vidit Iesum in tormentis
Et flagellis subditum.
Vidit suum dulcem natum
Moriendo desolatum
Dum emisit spiritum.
5.

Eia mater fons amoris,
Me sentire vim doloris
Fac ut tecum lugeam.
Fac ut ardeat cor meum
In amando Christum Deum,
Ut sibi complaceam.
6.

Sancta mater, istud agas,
Crucifixi fige plagas
Cordi meo valide.
Tui nati vulnerati
Tam dignati pro me pati,
Poenas mecum divide!
7.

Fac me vere tecum flere,
Crucifixo condolere,
Donec ego vixero.
Iuxta crucem tecum stare
Te libenter sociare
In planctu desidero.
8.

Virgo virginum praeclara,
Mihi iam non sis amara,
Fac me tecum plangere.
Fac ut portem Christi mortem,
Passionis eius sortem
Et plagas recolere.
9.

Fac me plagis vulnerari,
Cruce hac inebriari
Ob amorem filii,
Inflammatus et accensus,
Per te virgo sim defensus
In die iudicii.
10.

Fac me cruce custodiri,
Morte Christi praemuniri,
Confoveri gratia.
Quando corpus morietur
Fac ut animae donetur
Paradisi gloria.
Amen.
(Alleluia.)
1.

Stond de moeder, diep bewogen
Naast het kruis, met schreiende ogen
Toen de Zoon te sterven hing,
En haar door het zuchtend harte,
Overstelpt van wee en smarten,
't Zevenvoudig slagzwaard ging.
2.

O hoe droef, hoe vol van rouwe,
Was die zegenrijkste vrouwe,
Moeder van Gods ene Zoon!
Ach, hoe streed zij! ach, hoe kreet zij,
En wat folteringen leed zij,
Bij 't aanschouwen van die hoon!
3.

Wie, die hier niet schreien zoude,
Als hij 't grievend leed aanschouwde,
Dat Maria's ziel verscheurt?
Wie kan, zonder mee te wenen,
Christus' moeder horen stenen,
Nu zij met haar zoon hier treurt?
4.

Voor de zonden van de zijnen
Zag zij Jezus zo in pijnen,
En de wrede geselstraf,
Zag haar lieve Zoon zo lijden,
Heel alleen de doodskamp strijden,
Totdat Hij zijn geest hergaf.
5.

Geef, o Moeder! bron van liefde,
Dat ik voel, wat U zo griefde,
Dat ik met U medeklaag.
Dat mij 't hart ontgloeit van binnen,
In mijn Heer en God te minnen,
Dat ik Hem alleen behaag.
6.

Heil'ge Moeder, wil mij horen,
Met de wonden mij doorboren,
Die Hij aan het kruishout leed.
Ach, dat ik de pijn gevoelde,
Die uw lieve Zoon doorwoelde,
Toen Hij stervend voor mij streed.
7.

Mocht ik klagen al mijn dagen,
En zijn plagen waarlijk dragen,
Tot mijn jongste stervenssmart.
Met U onder 't kruis te wenen,
Met uw rouw mij te verenen,
Dat verlangt mijn zuchtend hart.
8.

Maagd der maagden! nooit volprezen,
Wil voor mij niet bitter wezen,
Laat mij treuren aan uw zij,
Laat mij al de wrede plagen,
En de dood van Christus dragen,
Laat mij sterven zoals Hij.
9.

Laat zijn wonden mij doorwonden,
Worde ik bij zijn kruis verslonden
In het bloed van uwen Zoon.
Moge ik in het vuur niet branden,
Neem, o Maagd, mijn zaak in handen
In het oordeel voor Gods troon.
10.

Christus, moge ik eens behalen,
Als mijn levenszon gaat dalen,
Door uw Moeder, palm en prijs.
En als 't lichaam dan zal sterven,
Doe mijn ziel de glorie erven
Van het hemels paradijs.
Amen.
(Halleluja)

## In Nederlandse vertaling
Onder meer Joost van den Vondel, Guido Gezelle, Hélène Nolthenius en Willem Wilmink hebben het Stabat Mater naar het Nederlands vertaald.